# Charles Courtney Curran

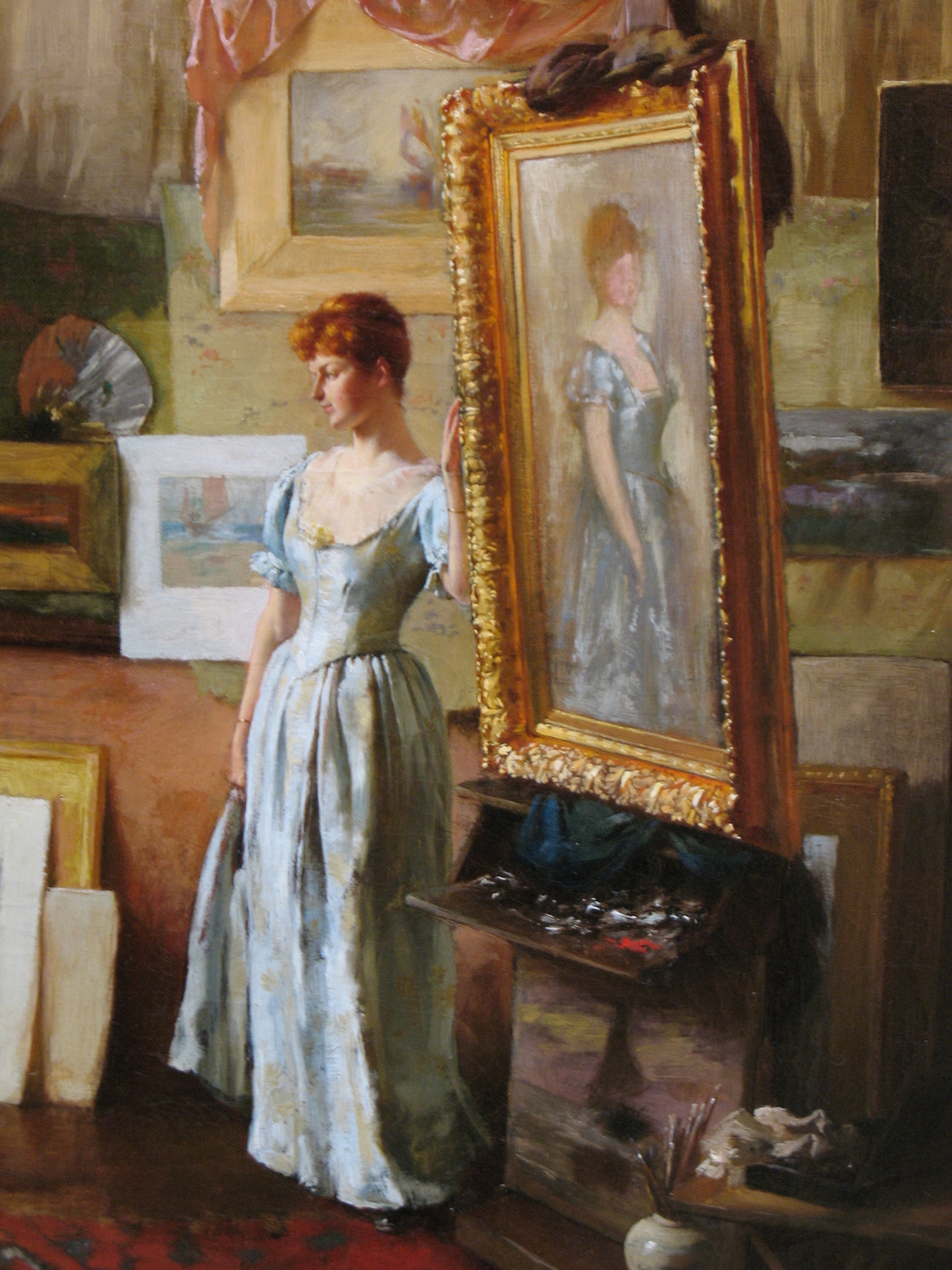
Detail des Bildes Fair Critics, 1887

Charles Courtney Curran (* 13. Februar 1861 in Hartford, Kentucky; † 9. November 1942 in Manhattan, New York) war ein US-amerikanischer Maler.

## Leben
Curran war ein Sohn des Handelsvertreters Ulysses Thompson Curran und dessen Ehefrau Elizabeth. Mit 18 Jahren besuchte er 1879 ein Jahr die Cincinnati School of Design. Als sich seine Familie um 1880 in Sandusky (Ohio) niederließ, schloss er sich an und verließ diese Schule wieder.
1882 ging Curran nach New York und studierte dort bis 1887 an der National Academy of Design. Anschließend ging er, gefördert durch seine Dozenten nach Paris und wurde dort an der Académie Julian Schüler von Jean-Joseph Benjamin-Constant, Henri Lucien Doucet und Jules-Joseph Lefebvre. Auf der jährlichen Ausstellung des Salon de Paris von 1890 wurde ein Werk von ihm öffentlich gelobt und ausgezeichnet. Auch auf der Weltausstellung 1890 in Paris wurden Bilder von ihm ausgestellt.
Nach seiner Rückkehr in die Vereinigten Staaten betraute man Curran in New York mit verschiedenen Lehraufträge; u. a. am Pratt Institute, an der Cooper Union und an der National Academy of Design, deren assoziiertes Mitglied (ANA) er 1888 wurde. In dieser Zeit heiratete Curran auch und ließ sich in Cragsmoor nieder, einem Dorf in der Nähe der Shawankgunk Mountains in Ulster County, N.Y. Dort errichtete er sich auch ein großräumiges Atelier und mit der Zeit etablierte sich um ihn eine kleine Gruppe von Künstlern. Curran wurde so mit der Zeit der neue Fixpunkt der Cragsmoor Art Colony, einer Künstlerkolonie, welche von Edward Lamson Henry gegründet worden war.
Seit seiner Rückkehr aus Paris wirkte Curran als freier Mitarbeiter der Zeitschrift Palette & Brush; für diese Zeitschrift verfasste er regelmäßig Aufsätze.

## Mitgliedschaften
- Allied Art Association
- American Watercolor Society
- Lotos Club
- MacDowell Club
- National Arts Club
- New York Watercolor Club
- Salmagundi Club
- Society of American Artists

## Werke (Auswahl)
- Illumination at the exhibition. 1889
- Lotos lilies. 1888
- An afternoon respite. 1894
- Heirlooms. 1922
- Betty Newell. 1922 (Porträt)
- Among the hollyhocks. 1904
- Blueberries and ferns. 1911
- The huckleberry picker. 1922
- Ladies on a hill. 1914
- Dolly's portrait. 1901
- Lucky in yellow. 1893
- Three women. 1894